# Strasburg (Colorado)
Strasburg es un lugar designado por el censo ubicado en el condado de Adams y en el condado de Arapahoe en el estado estadounidense de Colorado. En el año 2000 tenía una población de 1402 habitantes y una densidad poblacional de 70,1 personas por km².

## Geografía
Strasburg se encuentra ubicada en las coordenadas 39°44′10″N 104°19′43″O / 39.73611, -104.32861.

## Demografía
Según la Oficina del Censo en 2000 los ingresos medios por hogar en la localidad eran de $53,558, y los ingresos medios por familia eran $61,157. Los hombres tenían unos ingresos medios de $42,097 frente a los $25,862 para las mujeres. La renta per cápita para la localidad era de $19,546. Alrededor del 6,4% de la población estaban por debajo del umbral de pobreza.